# Tabanus hedlundi
Tabanus hedlundi är en tvåvingeart som beskrevs av Kapoor, Grewal och Sharma 1991. Tabanus hedlundi ingår i släktet Tabanus och familjen bromsar.
Artens utbredningsområde är Uttar Pradesh (Indien). Inga underarter finns listade i Catalogue of Life.